# Hemicytheridae
Hemicytheridae – rodzina małżoraczków z rzędu Podocopida i podrzędu Cytherocopina.
Przedstawiciele rodziny mają karapaksy w obrysie bocznym podłużne, nieco kanciaste w części tylnobrzusznej i lekko wklęśnięte w tylnogrzbietowej. Powierzchnia klap z ornamentowana nakłuciami lub siateczką. Zamek jest typu hemiamfidontycznego lub holamfidontycznego. Jeden lub dwa górne odciski mięśni zwieraczy są podzielone. Odciski frontalne występują w liczbie dwóch lub trzech. Obecne liczne przednie, promieniste kanały porowe. Odnóża kroczne mają w stawie kolanowym wewnętrzny chitynowy skleryt.
Należy około 450 współczesnych gatunków. Do rodziny zalicza się rodzaje:
- † Ambostracon Hazel, 1962
- Anterocythere McKenzie et Swain, 1967
- Aurila Pokorny, 1955
- Australicythere Benson, 1964
- Austroaurila Whatley, Chadwick, Coxill et Toy, 1987
- Baffinicythere Hazel, 1967
- Bensonocythere Hazel, 1967
- Bosasella Bonaduce, 1985
- † Brasilicythere Sanguinetti, Ornellas et Coimbra, 1992
- Caudites Coryell et Fields, 1937
- Collarodontia Jellinek, 1993
- Coquimba Ohmert, 1968
- † Cornucoquimba Ohmert, 1968
- † Cuvillierina Rossi de Garcia, 1972
- Daishakacythere Irizuki, 1993
- Elofsonella Pokorny, 1955
- Falklandia Whatley, Chadwick, Coxill et Toy, 1987
- † Favella Coryell et Fields, 1937
- † Finmarchinella Swain, 1963
- Galapagocythere Bate, Whittaker et Mayes, 1981
- Harleya Jellinek et Swanson, 2003
- Hemicythere Sars, 1925
- Hemicytheria Pokorny, 1955
- † Hemicytheridea Kingma, 1948
- Ambolus Ikeya, Jellinek et Tsukagoshi, 1998
- Auricythere Morais et Coimbra, 2014
- Berguecythere Coimbra, Bottezini et Machado, 2013
- † Graptocythere Ruggieri, 1972
- Kempfidea Weiss, 1998
- † Hermanites Puri, 1955
- Heterocythereis Elofson, 1941
- † Hornibrookella Moos, 1965
- Jacobella Swanson, 1979
- † Johnnealella Hanai et Ikeya, 1991
- † Jugosocythereis Puri, 1957
- Laperousecythere Brouwers, 1993
- † Malzella Hazel, 1983
- Matsucythere Hu et Tao, 2008
- Meridionalicythere Whatley, Chadwick, Coxill et Toy, 1987
- Muellerina Bassiouni, 1965
- † Nanocoquimba Ohmert, 1968
- Neobuntonia Hartmann, 1981
- Neocaudites Puri, 1960
- Neohornibrookella Jellinek, 1993
- Neosinocythere Huang, 1985
- Nodocoquimba Hu et Tao, 2008
- † Nonurocythereis Ruggieri et Russo, 1980
- Orionina Puri, 1954
- Parahermanites Hu et Tao, 2008
- † Parapokornyella Babinot, 1980
- Paraquadracythere Jellinek, 1993
- Patagonacythere Hartmann, 1962
- Procythereis Skogsberg, 1928
- † Pseudaurila Hu, 1981
- Pseudoaurila Ishizaki et Kato, 1976
- † Puriana Coryell et Fields, 1953
- † Radimella Pokorny, 1969
- Reussicythere Bold, 1966
- † Robustaurila Yajima, 1982
- Ruggiericythere Aiello, Coimbra et Barra, 2004
- Shungyangella Hu et Tao, 2008
- Sinocythere Hou in Hou et al., 1982
- † Sinoradimella Hu et Tao, 1986
- † Tenedocythere Sissingh, 1972
- Tyrrhenocythere Ruggieri, 1955
- Urocythereis Ruggieri, 1950
- † Uromuellerina Bassiouni, 1969
- † Waiparacythereis Swanson, 1969
- † Yezocythere Hanai et Ikeya, 1991